# Kondenzacijska sled
Kondenzacijska sled, angleško 'contrail', so črte utekočinjene (s tujko: kondenzirane) vodne pare, ki jo na večjih višinah ustvari letalo ali raketa. Beseda contrail je okrajšava iz "condensation trail." Te kondenzacijske sledi na večjih višinah so rezultat običajnih izpuhov vodne pare iz batnih ali reaktivnih motorjev, pri čemer se voda okoli delcev nečistoč v izpuhu utekočini v viden oblak. Kondenzacijske sledi se oblikujejo, ko se vroč vlažen zrak iz motorjev zmeša s hladnejšim okoliškim zrakom. Stopnja razpadanja teh sledi je popolnoma odvisna od vremenskih okoliščin in višine. Če je ozračje blizu nasičenosti z vlago, so kondenzacijske sledi obstojne kar nekaj časa. Obratno, če je ozračje suho, se bo kondenzacijska sled razkrojila hitro.
Pojav so na primeru slik sledi, izdelanih na določljiv datum in uro, in analize ozračja v tem času razložili tudi slovenski metereologi v enem svojih sestavkov.
Med strokovnjaki za ozračje je prav tako splošno sprejeta trditev, da te sledi ne samo, da so obstojne po več ur, temveč tudi, da se lahko razširijo in oblikujejo cirusne pasove. Različno veliki ledeni kristali v teh sledeh se nato spuščajo z različnimi hitrostmi, kar se nato kaže v navpični razpršenosti kondenzacijske sledi. Nato razlike v smereh in hitrosti vetrov botrujejo nadaljnji razpršitvi kristalov, kar na koncu na nebu vidimo kot več kilometrov razpršeno sled. Mehanizem je v osnovi podoben načinu nastanka cirusnih oblakov. Kondenzacijske sledi med 7.500 in 12.000 metri višine se zelo pogosto združijo v skorajda enakomerno polprosojno kopreno. Kondenzacijske sledi se lahko bočno razširijo na več kilometrov in pri primerno gostem prometu se lahko razširijo po vsem nebu, kar dodatno ščiti nove sledi in s tem omogoča njihov obstoj po več ur.